# Kiyotaka Miyoshi
Kiyotaka Miyoshi (født 10. juli 1985) er en tidligere japansk fodboldspiller.
Han har spillet for flere forskellige klubber i sin karriere, herunder Shimizu S-Pulse.